# Zuiderduin Masters 2014
De Zuiderduin Masters 2014, was de dertiende editie van de Zuiderduin Masters georganiseerd door de BDO en de WDF. Het toernooi werd gehouden van 5 tot en met 7 december in het Zuiderduin Hotel, Egmond aan Zee.
Titelverdediger was James Wilson, die de voorgaande editie veilig wist te stellen door in de finale Stephen Bunting met 5–1 te verslaan, Wilson werd in de voorronde uitgeschakeld. In de finale van deze editie won de Engelsman Jamie Hughes in de finale met 5–0 van Gary Robson.

## Gekwalificeerde spelers
De volgende 24 spelers, waarvan de top acht bij de loting als groepshoofd werden geplaatst, hadden zich gekwalificeerd voor de Zuiderduin Masters 2014:

### Zuiderduin Masters Ranking
1. Wesley Harms (1)
2. Martin Adams (2)
3. Rick Hofstra (3)
4. Scott Mitchell (4)
5. Jan Dekker (5)
6. Geert De Vos (6)
7. Gary Robson (7)
8. Tony O'Shea (8)
9. Jamie Hughes
10. Alan Norris
11. James Wilson
12. Scott Waites
13. Jeffrey de Graaf
14. Remco van Eijden
15. Ross Montgomery

### Wildcard
- Co Stompé
- Darryl Fitton

### Overig
- Yordi Meeuwisse
- Ted Hankey
- Martin Phillips
- Willem Mandigers
- Madars Razma
- Richard Veenstra

## Groepsfase
- Alle wedstrijden first-to-5/best of 9
- NB: G = Gespeeld; W = Gewonnen; V = Verloren; LV = Legs Voor; LT = Legs Tegen; Saldo = LV-LT

| Legenda kleuren in de tabellen                |
| --------------------------------------------- |
| Groepswinnaars gaan door naar de kwartfinale. |
| Uitgeschakeld                                 |

#### Groep A
| Datum  | Speler           | Score | Speler           |
| ------ | ---------------- | ----- | ---------------- |
| 5 dec. | Willem Mandigers | 2 – 5 | Darryl Fitton    |
| 6 dec. | Wesley Harms     | 5 – 2 | Willem Mandigers |
| 6 dec. | Wesley Harms     | 3 – 5 | Darryl Fitton    |

| Nr. | Speler           | Wedstrijden | Wedstrijden | Wedstrijden | Legs | Legs | Legs  | Punten |
| --- | ---------------- | ----------- | ----------- | ----------- | ---- | ---- | ----- | ------ |
| Nr. | Speler           | G           | W           | V           | LV   | LT   | Saldo | Punten |
| 1   | Darryl Fitton    | 2           | 2           | 0           | 10   | 5    | +5    | 4      |
| 2   | Wesley Harms (1) | 2           | 1           | 1           | 8    | 7    | +1    | 2      |
| 3   | Willem Mandigers | 2           | 0           | 2           | 4    | 10   | −6    | 0      |

#### Groep B
| Datum  | Speler      | Score | Speler          |
| ------ | ----------- | ----- | --------------- |
| 5 dec. | Co Stompé   | 2 – 5 | Yordi Meeuwisse |
| 6 dec. | Tony O'Shea | 5 – 2 | Co Stompé       |
| 6 dec. | Tony O'Shea | 5 – 3 | Yordi Meeuwisse |

| Nr. | Speler          | Wedstrijden | Wedstrijden | Wedstrijden | Legs | Legs | Legs  | Punten |
| --- | --------------- | ----------- | ----------- | ----------- | ---- | ---- | ----- | ------ |
| Nr. | Speler          | G           | W           | V           | LV   | LT   | Saldo | Punten |
| 1   | Tony O'Shea (8) | 2           | 2           | 0           | 10   | 5    | +5    | 4      |
| 2   | Yordi Meeuwisse | 2           | 1           | 1           | 8    | 7    | +1    | 2      |
| 3   | Co Stompé       | 2           | 0           | 2           | 4    | 10   | −6    | 0      |

#### Groep C
| Datum  | Speler       | Score | Speler       |
| ------ | ------------ | ----- | ------------ |
| 5 dec. | Madars Razma | 4 – 5 | Jamie Hughes |
| 6 dec. | Jan Dekker   | 5 – 0 | Madars Razma |
| 6 dec. | Jan Dekker   | 1 – 5 | Jamie Hughes |

| Nr. | Speler         | Wedstrijden | Wedstrijden | Wedstrijden | Legs | Legs | Legs  | Punten |
| --- | -------------- | ----------- | ----------- | ----------- | ---- | ---- | ----- | ------ |
| Nr. | Speler         | G           | W           | V           | LV   | LT   | Saldo | Punten |
| 1   | Jamie Hughes   | 2           | 2           | 0           | 10   | 5    | +5    | 4      |
| 2   | Jan Dekker (5) | 2           | 1           | 1           | 6    | 5    | +1    | 2      |
| 3   | Madars Razma   | 2           | 0           | 2           | 4    | 10   | −6    | 0      |

#### Groep D
| Datum  | Speler               | Score | Speler               |
| ------ | -------------------- | ----- | -------------------- |
| 5 dec. | Michel van der Horst | 5 – 4 | Scott Waites         |
| 6 dec. | Scott Mitchell       | 0 – 5 | Scott Waites         |
| 6 dec. | Scott Mitchell       | 3 – 5 | Michel van der Horst |

| Nr. | Speler               | Wedstrijden | Wedstrijden | Wedstrijden | Legs | Legs | Legs  | Punten |
| --- | -------------------- | ----------- | ----------- | ----------- | ---- | ---- | ----- | ------ |
| Nr. | Speler               | G           | W           | V           | LV   | LT   | Saldo | Punten |
| 1   | Michel van der Horst | 2           | 2           | 0           | 10   | 7    | +3    | 4      |
| 2   | Scott Waites         | 2           | 1           | 1           | 9    | 5    | +4    | 2      |
| 3   | Scott Mitchell (4)   | 2           | 0           | 2           | 3    | 10   | −7    | 0      |

#### Groep E
| Datum  | Speler          | Score | Speler          |
| ------ | --------------- | ----- | --------------- |
| 5 dec. | Ross Montgomery | 5 – 2 | Alan Norris     |
| 6 dec. | Rick Hofstra    | 5 – 3 | Alan Norris     |
| 6 dec. | Rick Hofstra    | 5 – 4 | Ross Montgomery |

| Nr. | Speler           | Wedstrijden | Wedstrijden | Wedstrijden | Legs | Legs | Legs  | Punten |
| --- | ---------------- | ----------- | ----------- | ----------- | ---- | ---- | ----- | ------ |
| Nr. | Speler           | G           | W           | V           | LV   | LT   | Saldo | Punten |
| 1   | Rick Hofstra (3) | 2           | 2           | 0           | 10   | 7    | +3    | 4      |
| 2   | Ross Montgomery  | 2           | 1           | 1           | 9    | 7    | +2    | 2      |
| 3   | Alan Norris      | 2           | 0           | 2           | 5    | 10   | −5    | 0      |

#### Groep F
| Datum  | Speler           | Score | Speler           |
| ------ | ---------------- | ----- | ---------------- |
| 5 dec. | Remco van Eijden | 5 – 3 | Jeffrey de Graaf |
| 6 dec. | Geert De Vos     | 5 – 1 | Jeffrey de Graaf |
| 6 dec. | Geert De Vos     | 5 – 1 | Remco van Eijden |

| Nr. | Speler           | Wedstrijden | Wedstrijden | Wedstrijden | Legs | Legs | Legs  | Punten |
| --- | ---------------- | ----------- | ----------- | ----------- | ---- | ---- | ----- | ------ |
| Nr. | Speler           | G           | W           | V           | LV   | LT   | Saldo | Punten |
| 1   | Geert De Vos (6) | 2           | 2           | 0           | 10   | 2    | +8    | 4      |
| 2   | Remco van Eijden | 2           | 1           | 1           | 6    | 8    | −2    | 2      |
| 3   | Jeffrey de Graaf | 2           | 0           | 2           | 4    | 10   | −6    | 0      |

#### Groep G
| Datum  | Speler      | Score | Speler           |
| ------ | ----------- | ----- | ---------------- |
| 5 dec. | Ted Hankey  | 5 – 3 | Richard Veenstra |
| 6 dec. | Gary Robson | 5 – 4 | Richard Veenstra |
| 6 dec. | Gary Robson | 5 – 3 | Ted Hankey       |

| Nr. | Speler           | Wedstrijden | Wedstrijden | Wedstrijden | Legs | Legs | Legs  | Punten |
| --- | ---------------- | ----------- | ----------- | ----------- | ---- | ---- | ----- | ------ |
| Nr. | Speler           | G           | W           | V           | LV   | LT   | Saldo | Punten |
| 1   | Gary Robson (7)  | 2           | 2           | 0           | 10   | 7    | +3    | 4      |
| 2   | Ted Hankey       | 2           | 1           | 1           | 8    | 8    | 0     | 2      |
| 3   | Richard Veenstra | 2           | 0           | 2           | 7    | 10   | −3    | 0      |

#### Groep H
| Datum  | Speler       | Score | Speler          |
| ------ | ------------ | ----- | --------------- |
| 5 dec. | James Wilson | 3 – 5 | Martin Phillips |
| 6 dec. | Martin Adams | 5 – 3 | James Wilson    |
| 6 dec. | Martin Adams | 5 – 2 | Martin Phillips |

| Nr. | Speler           | Wedstrijden | Wedstrijden | Wedstrijden | Legs | Legs | Legs  | Punten |
| --- | ---------------- | ----------- | ----------- | ----------- | ---- | ---- | ----- | ------ |
| Nr. | Speler           | G           | W           | V           | LV   | LT   | Saldo | Punten |
| 1   | Martin Adams (2) | 2           | 2           | 0           | 10   | 5    | +5    | 4      |
| 2   | Martin Phillips  | 2           | 1           | 1           | 7    | 8    | −1    | 2      |
| 3   | James Wilson     | 2           | 0           | 2           | 6    | 10   | −4    | 0      |

### Knock-outfase
|  | Kwartfinale (best of 5 sets) 6 december | Kwartfinale (best of 5 sets) 6 december | Kwartfinale (best of 5 sets) 6 december |             |              | Halve finale 6 december | Halve finale 6 december | Halve finale 6 december |  |  | Finale 6 december | Finale 6 december | Finale 6 december |
|  |                                         |                                         |                                         |             |              |                         |                         |                         |  |  |                   |                   |                   |
|  | A1                                      | Darryl Fitton                           | 2                                       |             |              |                         |                         |                         |  |  |                   |                   |                   |
|  | B1                                      | Tony O'Shea                             | 3                                       |             |              |                         |                         |                         |  |  |                   |                   |                   |
|  | B1                                      | Tony O'Shea                             | 3                                       |             | B1           | Tony O'Shea             | 2                       |                         |  |  |                   |                   |                   |
|  |                                         |                                         |                                         |             | B1           | Tony O'Shea             | 2                       |                         |  |  |                   |                   |                   |
|  |                                         | C1                                      | Jamie Hughes                            | 3           |              |                         |                         |                         |  |  |                   |                   |                   |
|  | C1                                      | C1                                      | Jamie Hughes                            | 3           | Jamie Hughes | 3                       |                         |                         |  |  |                   |                   |                   |
|  | C1                                      |                                         |                                         |             | Jamie Hughes | 3                       |                         |                         |  |  |                   |                   |                   |
|  | D1                                      | Michel van der Horst                    | 0                                       |             |              |                         |                         |                         |  |  |                   |                   |                   |
|  |                                         |                                         |                                         |             |              |                         |                         |                         |  |  | C1                | Jamie Hughes      | 5                 |
|  |                                         |                                         | G1                                      | Gary Robson | 0            |                         |                         |                         |  |  |                   |                   |                   |
|  | E1                                      | Rick Hofstra                            | 0                                       |             |              |                         |                         |                         |  |  |                   |                   |                   |
|  | F1                                      | Geert De Vos                            | 3                                       |             |              |                         |                         |                         |  |  |                   |                   |                   |
|  | F1                                      | Geert De Vos                            | 3                                       |             | F1           | Geert De Vos            | 2                       |                         |  |  |                   |                   |                   |
|  |                                         |                                         |                                         |             | F1           | Geert De Vos            | 2                       |                         |  |  |                   |                   |                   |
|  |                                         | G1                                      | Gary Robson                             | 3           |              |                         |                         |                         |  |  |                   |                   |                   |
|  | G1                                      | G1                                      | Gary Robson                             | 3           | Gary Robson  | 3                       |                         |                         |  |  |                   |                   |                   |
|  | G1                                      |                                         |                                         |             | Gary Robson  | 3                       |                         |                         |  |  |                   |                   |                   |
|  | H1                                      | Martin Adams                            | 2                                       |             |              |                         |                         |                         |  |  |                   |                   |                   |